# Bignona
Bignona (ou Biñona) est une commune du sud du Sénégal, située en Basse-Casamance, entre la frontière gambienne et le fleuve Casamance, à une trentaine de kilomètres au nord de Ziguinchor.
Capitale historique du Fogny, elle est aujourd'hui le chef-lieu du département de Bignona. C'est un carrefour géographique et un nœud de communications. Sa diversité est riche en culture des Diolas.

## Administration
Le cercle de Bignona est créé le 20 novembre 1917.
La commune est créée par arrêté n°79-88 du 2 décembre 1957.
Bignona est le chef-lieu du département de Bignona, l'une des trois subdivisions de la région de Ziguinchor.
Depuis les élections municipales du 22 mars 2009, le maire est Mamadou Lamine Keita, également détenteur d'un portefeuille ministériel. À Bignona, son prédécesseur était Youba Sambou, ancien ministre des Forces armées.

## Géographie
Les localités les plus proches sont Koutenghor, Bindago, Boutolatte, Djikesse, Djiwa, Takème, Mangoule, Tenghory, Colomba et Guérina.

### Physique géologique
Bignona se trouve à environ 80 km de l'océan Atlantique. Ville-carrefour sur la N4 et la N5, elle est reliée par la route à Dakar et à Ziguinchor.
Comme toute la région, la ville a une altitude assez faible. Elle est de 33 mètres environ, ce qui donne un dénivelé moyen jusqu'à l'océan d'environ 17 centimètres par kilomètre.

### Climat
Bignona est doté d'un climat tropical de type Aw selon la classification de Köppen, avec une température moyenne annuelle de 26,5 °C et des précipitations d'environ 1 123 mm par an, plus importantes en été qu'en hiver.

### Population
Lors des derniers recensements, la population était la suivante:
| Année | Population |
| ----- | ---------- |
| 1988  | 22.237     |
| 2002  | 25.477     |
| 2013  | 27.826     |

## Personnalités nées à Bignona
- Amadou Camara Guèye, peintre
- Ibrahima Sonko, Footballeur
- Seyni Awa Camara, sculptrice
- Abdou Sané, Homme politique
- Émile Badiane, Homme politique
- Amadou Sylla, président-fondateur de SOS CASAMANCE
- Ndioro Ndiaye, ancienne directrice-ajointe de l'Organisation internationale pour les migrations (OIM)
- Sidy Badji, président de l´Ong Karambenor Danmark un partenaire de marque dans le domaine de la santé, l'éducation et l'agriculture.
- Augustin Sagna, évêque de Ziguinchor
- Ibrahima Wadji, footballeur sénégalais
- Amadou Diallo Washington, Economiste - Financier
- Thierno Aliou Sadio Bodià, Entrepreneur-Ingénieur en Génie Civil (Bâtiment & Travaux-Publics)
- Ousmane Sonko, Homme politique, président du parti PASTEF (les patriotes du Sénégal pour le travail l'éthique et la fraternité)
- Mamina Kamara : ingénieur de l'aéronautique civile et 1er Président du conseil départemental de Bignona
- Zacharia SALL, poète et lauréat de plusieurs prix internationaux

### Filmographie
- Philip Haas a filmé à Bignona un téléfilm documentaire consacré à Seni Camara, Magicians of the Earth : Seni's Children (1991, 55 min).